# Marko Stolnik
Marko Stolnik (Varaždin, 8 luglio 1996) è un calciatore croato, difensore dell'AEL Limassol.

## Carriera
Ha esordito fra i professionisti il 5 settembre 2014 disputando con il Sesvete l'incontro di 2. HNL perso 4-1 contro l'Inter Zaprešić.

## Statistiche
Statistiche aggiornate al 12 marzo 2020.

### Presenze e reti nei club
| Stagione                 | Squadra                  | Campionato               | Campionato | Campionato | Coppe nazionali | Coppe nazionali | Coppe nazionali | Coppe continentali | Coppe continentali | Coppe continentali | Altre coppe | Altre coppe | Altre coppe | Totale | Totale | Totale |
| Stagione                 | Squadra                  | Comp                     | Pres       | Reti       | Comp            | Pres            | Reti            | Comp               | Pres               | Reti               | Comp        | Pres        | Reti        | Pres   | Reti   |        |
| ------------------------ | ------------------------ | ------------------------ | ---------- | ---------- | --------------- | --------------- | --------------- | ------------------ | ------------------ | ------------------ | ----------- | ----------- | ----------- | ------ | ------ | ------ |
| 2014-2015                | Sesvete                  | 2.HNL                    | 15         | 0          | CC              | 0               | 0               |                    | -                  | -                  |             | -           | -           | 15     | 0      |        |
| 2015-2016                | Dinamo Zagabria II       | 2.HNL                    | 25         | 0          |                 | -               | -               |                    | -                  | -                  |             | -           | -           | 25     | 0      |        |
| 2016-2017                | Dinamo Zagabria II       | 2.HNL                    | 2          | 0          |                 | -               | -               |                    | -                  | -                  |             | -           | -           | 2      | 0      |        |
| 2016-2017                | Lokomotiva Zagabria      | 1.HNL                    | 3          | 0          | CC              | 0               | 0               |                    | -                  | -                  |             | -           | -           | 3      | 0      |        |
| 2017-2018                | Dinamo Zagabria II       | 2.HNL                    | 24         | 1          |                 | -               | -               |                    | -                  | -                  |             | -           | -           | 24     | 1      |        |
| Totale Dinamo Zagabria 2 | Totale Dinamo Zagabria 2 | Totale Dinamo Zagabria 2 | 51         | 1          |                 | -               | -               |                    | -                  | -                  |             | -           | -           | 51     | 1      |        |
| 2018-2019                | Varaždin                 | 2.HNL                    | 14         | 1          | CC              | 1               | 0               |                    | -                  | -                  |             | -           | -           | 15     | 1      |        |
| 2019-2020                | Varaždin                 | 1.HNL                    | 22         | 1          | CC              | 1               | 0               |                    | -                  | -                  |             | -           | -           | 23     | 1      |        |
| Totale carriera          | Totale carriera          | Totale carriera          | 105        | 3          |                 | 2               | 0               |                    | -                  | -                  |             | -           | -           | 107    | 3      |        |